# شترلای
شترلای (به آلمانی: Sterley) یک شهر در آلمان است که در هرتسوگتوم لاونبورگ واقع شده‌است. شترلای ۹۵۰ نفر جمعیت دارد.